# Prachtsmalbekkikker
De prachtsmalbekkikker (Microhyla ornata) is een kikker uit de familie smalbekkikkers (Microhylidae). De soort werd voor het eerst wetenschappelijk beschreven door André Marie Constant Duméril en Gabriel Bibron in 1841. Oorspronkelijk werd de wetenschappelijke naam Engystoma ornatum gebruikt.

## Uiterlijke kenmerken
Deze kikker is zo klein dat hij nauwelijks opvalt in de natuurlijke omgeving; de maximale lengte is nog geen drie centimeter. De kleur is beige tot donkerbruin en deze soort is te herkennen aan de V-vormige vlek van de neuspunt langs de flanken tot de dijen. De huid is vrij glad, maar met name in de flanken wrattig, het lichaam is erg gedrongen. De ogen zijn goudkleurig en de buik is lichter tot wit. Het lichaam van de kikker is rond, de soort heeft daarnaast een korte kop en een relatief kleine bek.

## Levenswijze
Het voedsel bestaat uit kleine insecten en andere ongewervelden, meestal niet groter dan bladluizen. In koude of droge perioden graven ze zich in.
Bij gevaar klimt de prachtsmalbekkikker in een spleet en blaast zich op met lucht waardoor hij muurvast komt te zitten. Ook kunnen bij aanraking piep- en knorgeluiden geproduceerd worden.

## Voortplanting
De kleine mannetjes maken met behulp van hun omvangrijke kwaakblazen duidelijk, dat ze willen paren. Als dit is gebeurd, dan worden 270 tot 1200 eieren afgezet op het wateroppervlak, die vrij snel uitkomen. De snelle metamorfose, die de kikkervisjes doorlopen, moet afgerond zijn voordat alle water verdampt is, anders drogen ze uit.

## Verspreiding en habitat
De kikker komt voor in Pakistan, Nepal, India, Sri Lanka en zuidelijk China. De habitat bestaat uit open plekken in bossen en langs oevers van stroompjes en beken. De prachtsmalbekkikker is erg gebonden aan water en droogt snel uit.